# Dismidila similis
Dismidila similis là một loài bướm đêm trong họ Crambidae.